# Thamusida
Thamusida è stata un'antica città romana della provincia della Mauretania Tingitana, sorta intorno ad un campo fortificato preceduto da un villaggio berbero (Regno di Mauretania. I resti si trovano presso la località di Sidi Ali ben Ahmed, a circa 10 km dall'attuale città di Kenitra in Marocco.

## Collocazione geografica
L'insediamento copriva circa 15 ettari di un pianoro sopraelevato di circa 12 m sulla riva sinistra del fiume Sububus (odierno Sebou), a metà strada tra le antiche città di Sala Colonia (odierna Chella), a sud, e di Iulia Valentia Banasa, a nord, sul percorso di una via tra Tingis (Tangeri) e Sala Colonia.

## Storia
Il sito era stato frequentato in epoca preistorica e un piccolo insediamento berbero del Regno di Mauretania era sorto nel II secolo a.C., in corrispondenza di un guado sul fiume Sebou. Il fiume era navigabile e le ceramiche ed i bronzi rinvenuti testimoniano che vi arrivavano merci dalla Spagna (Cadice) e dall'Italia.
Al momento dell'occupazione romana e della creazione della provincia della Mauretania Tingitana (nel 40 d.C.), il villaggio venne distrutto. Poco dopo, in epoca flavia (seconda metà del I secolo d.C.) sul pianoro venne costruito un campo militare per un distaccamento dell'esercito, intorno al quale si sviluppò una piccola città, con templi, case e attività produttive. Nella seconda metà del II secolo fu costruito un campo militare più grande e la città venne cinta da mura. Il campo fu abbandonato alla fine del III secolo, ma la città continuò ad essere abitata e fu definitivamente abbandonata solo con la conquista araba, nel VII-VIII secolo. I materiali della città furono riadoperati nel XVII secolo per la costruzione alla foce del fiume della rocca di Mehdya da parte degli spagnoli e le rovine furono definitivamente distrutte da un terremoto nel secolo seguente.
I resti furono identificati con la città citata dalle fonti antiche nel 1874 dal diplomatico e archeologo Charles-Joseph Tissot. I primi scavi furono condotti da studiosi francesi negli anni 1932-1935, 1952-1955 e 1959-1962 e quindi da una cooperazione italo-marocchina a partire dal 1999.

## Descrizione

### Insediamento berbero
Dell'insediamento berbero precedente alla conquista romana rimangono pochi resti, rinvenuti al di sotto delle strade della successiva città romana, con tracce di distruzione e incendio; le strutture erano probabilmente disposte con una certa regolarità. Un tratto delle mura che circondavano il villaggio fu riutilizzato in seguito come muro di un edificio romano.
Nella zona nord-ovest del sito sono state rinvenute delle fornaci tra cui sono stati individuati cinque forni per la produzione di anfore destinate al commercio del garum, attivi tra la fine del I secolo a.C. e la prima metà del I secolo d.C. e successivamente riutilizzati nella città romana come discariche o come calcara. 

### Città
Al primo insediamento romano, di epoca flavia, risalgono i resti di un edificio ("Tempio a bugnato" o "Temple à bossages"), interpretato come un tempio con tre celle, di cui resterebbe il lato anteriore del podio, in blocchi bugnati. 
Alle origini della città risale anche il primo impianto delle "Terme del fiume" ("Thermes du fleuve"), interamente riportate in luce dagli scavi francesi e che ebbero numerose fasi costruttive (età flavia, età severiana, prima metà del III secolo e seconda metà del III secolo), fino a raggiungere un'estensione di circa 3.000 m quadrati e che costituiscono il più grande impianto termale della provincia. Consistevano di due complessi giustapposti, forse utilizzati separatamente da uomini e donne.
Nel quartiere sud-est della città si trova un santuario di tipo punico, a pianta quadrata ("Temple carrè"), che sorse su un precedente tempio extraurbano del villaggio berbero. Doveva essere dedicato a Venus Caelestis (erede della dea punica Tanit) e al suo paredro, Saturno (erede del dio punico Baal Hammon).
Consisteva in una cella quadrata innalzata su un basso podio con due basi per statue e un altare; una scalinata tra due colonne ornamentali precedeva l'altare. Intorno la cella era circondata da un porticato.
Un terzo tempio ("Tempio a tre celle"), lungo la riva del fiume, con la pianta del tipico santuario africano (cella con un porticato antistante) ebbe probabilmente una prima fase con un'unica cella, della fine del I secolo d.C. e fu successivamente trasformato a tre celle affiancate, probabilmente alla metà del II secolo, quando il "Tempio a bugnato" scomparve.
Nella seconda metà del II secolo fu realizzato un grande horreum lungo il fiume ("Bâtiment rectangulaire"), utilizzato come granaio. Ha una pianta leggermente trapezoidale (40,9 m a est e 39,3 m ad ovest per 23,15 m sui lati nord e sud) con una sola entrata sul lato nord verso il fiume. All'interno era articolato in tre navate separate da pilastri con arcate e il pavimento era costituito da un tavolato in legno rialzato.
Tra le abitazioni è stata rinvenuta una sola domus ("Domus au dallage"), situata nel quartiere orientale e addossata alla cinta muraria. L'ingresso dà accesso ad un corridoio su cui si aprono quattro botteghe e il vestibolo che permette di entrare nel peristilio, con colonne in mattoni e con una fontana. Intorno al peristilio si aprono le diverse stanze e sul fondo un tablino (stanza di rappresentanza) fiancheggiato dagli appartamenti dei proprietari.
Le altre abitazioni erano del tipo "a corridoio centrale", con un corridoio fiancheggiato da tre stanze per lato, alcune di maggiori dimensioni, probabilmente gli ambienti di rappresentanza. Da questo corridoio si accede ad un secondo disimpegno più piccolo, sul quale si aprono altre stanze, probabilmente gli alloggi privati. Esistevano anche case più semplici nei sobborghi della città, con basamenti in pietra e muri in terra, costituite da una o due stanze e in alcuni casi con un cortile con piccoli ambienti (mangiatoie o depositi), che si trovavano principalmente nei suburbi della città.

### Campo militare
Il campo militare sorse intorno alla metà del I secolo d.C. sul pendio della collina sopra il pianoro e fu rimaneggiato all'epoca di Marco Aurelio (165,85 m x 138.78 m): si tratta del campo militare più grande della Mauretania. Il campo era circondato da un muro con 14 torri interne a pianta quadrata e con quattro porte, fiancheggiate ciascuna da due torri quadrate sporgenti all'esterno. Gli edifici sono allineati su due strade che si incrociano ad angolo retto e al centro si trovavano i principia (quartier generale), consistente in un cortile porticato con ambienti su tre lati; l'ambiente al centro del lato ovest, con un podio (alto 1.2 m e di 10 m x 7 m) accessibile da una serie di gradini, doveva essere il sacrario delle insegne e si presentava come un'edicola con due semicolonne e due lesene. Il sacrario fu costruito in epoca flavia e rimaneggiato all'epoca di Marco Aurelio.
Il lato nord dei principia fu trasformato in epoca severiana, con la costruzione di un ambiente a pianta basilicale che occupò parte del cortile: si tratta di una basilica exercitatoria, per lo svolgimento delle esercitazioni militari al coperto.
Gli edifici per l'alloggiamento delle truppe erano una dozzina: erano costituiti da un passaggio centrale scoperto sul quale si aprivano le stanze da letto, precedute da una tettoia poggiata su pilastri. Nella parte ovest dovevano trovarsi stalle e ambienti di servizio, tra cui un forno per la cottura del pane, e un granaio (10 m x 45 m) con pavimento in legno sopraelevato e intercapedine aerata per mezzo di aperture. Costruito in età flavia, la pavimentazione venne rifatta nella prima metà del II secolo, abbassando l'intercapedine.

### Mura
La città romana fu cinta da mura nel II secolo (epoca di Commodo), nello stesso periodo in cui anche altri centri della provincia costruirono cinte difensive, a testimonianza di una situazione non tranquilla in corrispondenza della frontiera dell'impero in quest'epoca. Le mura hanno una pianta a forma di trapezio irregolare e sono dotate di torri semicircolari esterne. Sono orientate secondo i punti cardinali, con il lato nord lungo il fiume. Sul lato est inglobarono edifici precedenti.
Sui tre lati sud, est ed ovest si aprono tre porte principali e ci sono altre due postierle (sul lato est, all'angolo nord-ovest e probabilmente sul lato sud in corrispondenza di una strada. Anche sul lato nord è ipotizzabile un accesso verso il porto, forse in corrispondenza del granaio.
La porta est, la più monumentale, aveva due fornici, uno più grande e uno più piccolo, destinato ai pedoni, e all'interno un grande arco che chiudeva lo spazio tra le torri formando un cavedio.
Nel suburbio fuori dalle mura sorgevano abitazioni sparse e strutture produttive o commerciali.
Nella zona est doveva sorgere la necropoli della città